# Ill Manors
Pour plus de détails, voir Fiche technique et Distribution.
Ill Manors est un film policier britannique écrit et réalisé par Ben Drew et sorti en 2012.

## Synopsis
Peu avant les Jeux olympiques d'été de 2012, le quotidien de la faune de voyous, vendeurs de drogue et prostituées opérant à proximité du parc olympique de Londres…

## Fiche technique
- Titre original : Ill Manors
- Titre français :
- Titre québécois :
- Réalisation : Ben Drew
- Scénario : Ben Drew
- Direction artistique : Greg Shaw et Fabrice Spelta
- Décors :
- Costumes : Violetta Kassapi et Alex Watherston
- Photographie : Gary Shaw
- Son : Ben Drew et Al Shux
- Montage : Farrah Drabu, David Freeman, Sotira Kyriacou et Hugh Williams
- Musique : Ben Drew et Al Shux
- Production : Atif Ghani
- Société(s) de production : Aimimage Productions, BBC Films, Film London, Gunslinger, Ill Manors et Microwave
- Société(s) de distribution :  Revolver Entertainment
- Budget :
- Pays de production :  Royaume-Uni
- Langue originale : anglais
- Format : couleur - 35 mm - 1.85:1 - son Dolby numérique
- Genre : Film policier
- Durée : 102 minutes
- Dates de sortie :
  - Royaume-Uni : 6 juin 2012

## Distribution
- Riz Ahmed (VF : Michel Barrio) : Aaron
- Ed Skrein (VF : Michaël Cermeno) : Ed
- Keef Coggins (VF : Éric Bonicatto) : Kirby
- Andrew Okello : Kurt
- Natalie Press : Katya
- Anouska Mond (VF : Caroline Lemaire) : Michelle
- Mem Ferda : Vladimir
- Lee Allen (VF : Jean-Didier Aïssy) : Chris
- Ryan De La Cruz (VF : Philippe Marchal) : Jake
- Nick Sagar (VF : Olivier Valiente) : Marcel
- Sasha Gamble (VF : Fanny Gatibelza) : Chanel
- Dannielle Brent : Jo
- Martin Serene : « Wild Bill »
- Jo Hartley : Carol
- Eloise Smyth (VF : Sophie O) : Jody
- Neil Large (VF : Christian Renault) : Terry

## Distinctions

### Nominations
- 1 nomination
- Il fut présenté au festival de rencontre des cinémas d'Europe à Aubenas en 2012.